# Кейтлін Дженнер
Кейтлін Дженнер (англ. Caitlyn Jenner), раніше Брюс Дженнер  (англ. Bruce Jenner, 28 жовтня 1949) — американська телезірка, у минулому під іменем Брюс Дженнер був відомий як легкоатлет та олімпійський чемпіон.
У червні 2015 року Брюс Дженнер оголосив, що змінив стать з чоловічої на жіночу. Раніше Брюс Дженнер був одруженим із Кріс Дженнер із родини Кардашян.

## Виступи на Олімпіадах

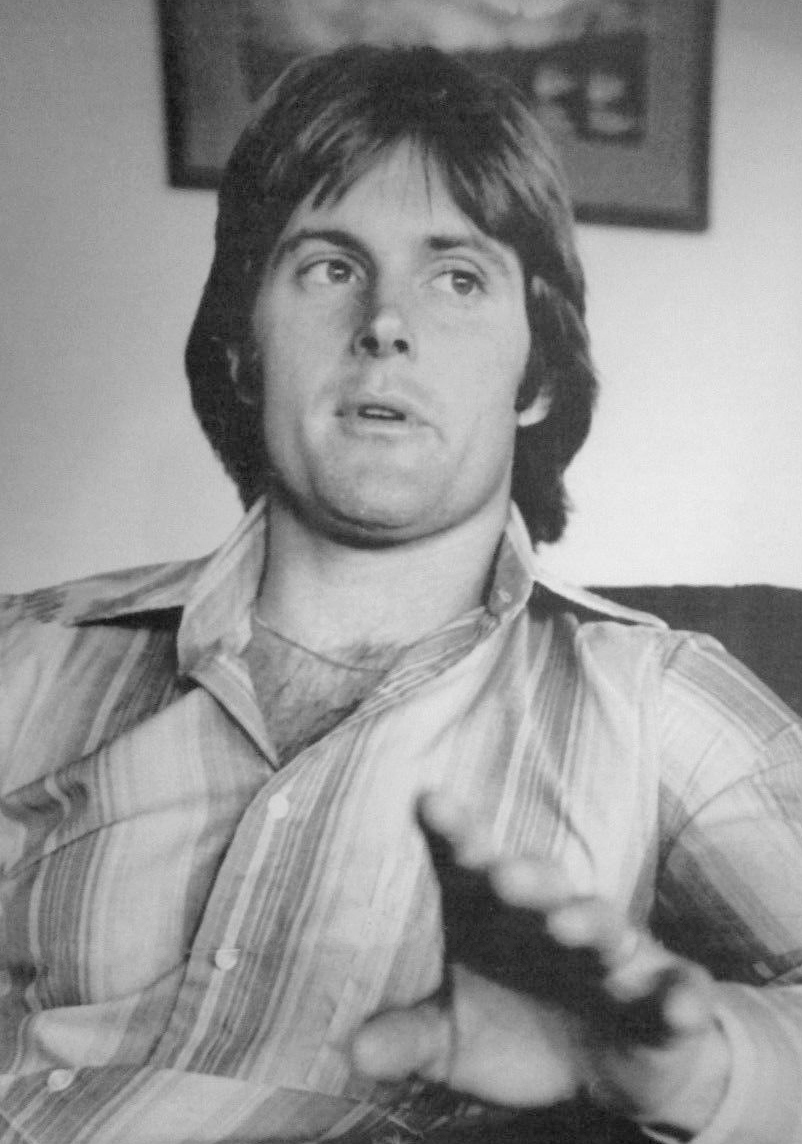
Брюс Дженнер у 1977 році

| Олімпіада     | Дисципліна    | Місце |
| ------------- | ------------- | ----- |
| Мюнхен 1972   | десятиборство | 10    |
| Монреаль 1976 | десятиборство | 1     |

## Виноски
1. ↑  Geni.com — 2006.
2. ↑  Leibovitz, Annie (1 червня 2015). Introducing Caitlyn Jenner. Vanity Fair. Архів оригіналу за 18 травня 2017. Процитовано 1 червня 2015.